# Le Joyeux Buveur (Hals)
Pour les articles homonymes, voir Le Joyeux Buveur.
Le Joyeux Buveur est un tableau peint par Frans Hals vers 1628-1630. Il est conservé au Rijksmuseum d'Amsterdam.